# スコーピオン (潜水艦)
スコーピオン (USS Scorpion, SS-278) は、アメリカ海軍の潜水艦。ガトー級潜水艦の一隻。艦名はサソリに因む。その名を持つ艦としては米西戦争時に購入した民間蒸気ヨット「サブリン号(Soveriegn)」を改称した哨戒艇(PY-3)以来5隻目。なお、戦没から17年後にスキップジャック級原子力潜水艦3番艦として6代目「スコーピオン (SSN-589)」が就役している。

## 艦歴
「スコーピオン」は1942年3月20日にメイン州キタリーのポーツマス海軍造船所で起工した。1942年7月20日にエリザベス・T・モナグルによって命名、進水し、1942年10月1日に艦長ウィリアム・N・ワイル少佐（アナポリス1930年組）の指揮下就役する。艤装が完了すると、1943年1月にニューイングランド南部で整調を行い、2月後半にパナマへ向かう。パナマ運河を通過し3月半ばに真珠湾に到着する。真珠湾でバチサーモグラフを含む海洋測定機器の装備が行われ、ソナーの効果を低減させる温水層の探知が可能になった。

### 第1の哨戒 1943年4月 - 5月
4月5日、「スコーピオン」は最初の哨戒で日本近海に向かった。4月19日に那珂湊の東方25 - 35マイルの沖合に達し、午後に海岸周辺の調査を実施して夜に機雷を22個敷設した。その後は通常の哨戒に戻り、翌4月20日に北緯37度10分 東経141度25分 / 北緯37.167度 東経141.417度の金華山灯台沖で特設砲艦「明治丸」（日之出汽船、1,934トン）を発見し、魚雷を3本発射して1本を命中させて撃沈した。4月21日未明1時ごろには北緯37度40分 東経141度30分 / 北緯37.667度 東経141.500度の地点で浮上砲戦で50トンサンパンを撃破。続いて塩屋埼灯台周辺の海岸や航路を哨戒。4月22日夜にも北緯37度08分 東経141度28分 / 北緯37.133度 東経141.467度の地点を中心に70トン級と50トン級の3隻のサンパンを砲撃で撃破した。4月23日未明には北緯37度03分 東経142度11分 / 北緯37.050度 東経142.183度の地点で2つの目標と護衛艦を探知し、魚雷を4本発射し、1本が7,500トン級輸送船に命中して損傷を与えたと判断された。その後も金華山灯台近海で引き続き哨戒したが、獲物には恵まれなかった。しかし、4月27日朝に北緯38度08分 東経143度03分 / 北緯38.133度 東経143.050度の地点で護衛艦がついた4隻の輸送船を発見し、魚雷を6本発射。最も大型の輸送船「勇山丸」（山本汽船、6,380トン）に魚雷を命中させ、攻撃後は深深度潜航で退避した。5時5分になって護衛艦が爆雷攻撃を行ったが、勇山丸救援のため程なく攻撃を切り上げた。「スコーピオン」は軽微な損傷を負ったのみで逃げ切り、「勇山丸」は沈没した。4月28日に帰還命令を受領し、4月29日には北緯38度00分 東経147度30分 / 北緯38.000度 東経147.500度の地点で100トンの小船を発見し、3インチ砲と機銃で炎上させた。4月30日早朝、北緯37度34分 東経155度00分 / 北緯37.567度 東経155.000度の南鳥島北方海域で、第二監視艇隊所属の特設監視艇「第五恵比寿丸」（東海遠洋漁業、131トン）を発見。「第五恵比寿丸」は1942年5月10日に「シルバーサイズ (USS Silversides, SS-236) 」と交戦して、死傷者を多く出しながらも追い散らした戦歴を持っていた。「第五恵比寿丸」は「スコーピオン」の方に突進し、約1時間あまり交戦。「第五恵比寿丸」は搭載の7.7ミリ機銃で機銃掃射し、9時24分にR・M・レイモンド少佐が戦死。他にも負傷者が出た。「スコーピオン」は北緯37度20分 東経149度50分 / 北緯37.333度 東経149.833度の地点まで交戦した後、残っていた魚雷を発射し命中。弾薬が尽きていた「第五恵比寿丸」は「機械故障」の無電を発した後沈没したものと考えられる。交戦後、航空機が出現したので「スコーピオン」は潜航して逃げ切った。帰途、ミッドウェー島に寄港。5月8日、33日間の行動を終えて真珠湾に帰投した。整備により、備砲を3インチ砲から4インチ砲に換装した。

### 第2の哨戒 1943年5月 - 7月
5月29日、「スコーピオン」は2回目の哨戒で東シナ海、黄海方面に向かった。6月2日にミッドウェー島に到着して給油した後、担当海域に針路を向ける。6月21日にトカラ列島周辺に着き、台湾と長崎間の航路を哨戒した。6月28日にトカラ列島の哨区を後にして黄海に向かい、6月30日に到着。山東半島付近を哨戒した。7月3日、北緯38度21分 東経124度24分 / 北緯38.350度 東経124.400度の大同江河口沖で、1隻の護衛艦がついた5隻の輸送船からなる秦皇島行きの輸送船団を発見。9時55分に魚雷を三度にわたり計6本発射したあと、46mの深度でじっとしていた。程なく爆雷攻撃が始まり、10時2分と6分、8分には比較的至近距離で爆雷が炸裂し危機が迫っていたが、1時間に及ぶ攻撃の間、「スコーピオン」は水中でうまく立ち回り、11時49分に潜望鏡深度に戻して探索したところ、護衛艦は6.4km先にいたがこちらには気付いていない様子であり、「スコーピオン」はその場を立ち去った。発射した魚雷は2隻の輸送船、「鞍山丸」（大連汽船、3,690トン）と「黒竜丸」（大連汽船、6,112トン）に命中し両船を撃沈していたことが戦後に判明したが、当時「スコーピオン」は「4,000トン級輸送船3隻撃破」と判定していた。爆雷攻撃で少なからず損傷を受けた「スコーピオン」は、トカラ列島周辺を航行して引き返していったが、7月7日に北緯29度23分 東経129度50分 / 北緯29.383度 東経129.833度の悪石島付近を航行中、九六式陸攻と思われる航空機の攻撃を受けた。7月15日にミッドウェー島に寄港。7月26日、48日間の行動を終えて真珠湾に帰投。修理と訓練に従事し、艦長がマクシミリアン・G・シュミット少佐（アナポリス1932年組）に代わった。

### 第3の哨戒 1943年10月 - 12月
10月13日、「スコーピオン」は3回目の哨戒でトラック諸島方面に向かった。10月17日にミッドウェー島で給油した後、まずマリアナ諸島周辺に向かい、10月25日と26日の2日間にわたってパガン島とアグリハン島を偵察。11月2日、パハロス島近海で海図に載っていない暗礁に軽く座礁したが、損害はほとんどなく、すぐに離礁した。11月5日には最上型重巡洋艦と思われる艦影を発見したが、スコールによって邪魔をされ、4時間追跡したが結局見失った。11月7日にアグリハン島沖に戻り、11月8日には北緯20度40分 東経144度52分 / 北緯20.667度 東経144.867度の地点で輸送船を発見して魚雷を3本発射したが、どうもQシップではないかと思われたため、その場を去った。その後この海域は悪天候が続き、なかなか敵船を発見できなかった。しかし、11月13日朝になって北緯18度20分 東経142度50分 / 北緯18.333度 東経142.833度のパガン島近海で、3隻の護衛艦がついた特務艦「知床」を発見。「スコーピオン」は魚雷を4本発射し、1本が「知床」のボイラー室に命中し航行不能となった。護衛艦が威嚇のために爆雷攻撃をしてきたが、それ以上には攻撃してこなかった。「スコーピオン」は11月14日にはロタ島近海、15日にはサイパン島近海で哨戒をした。しかし、依然として悪天候は収まらず、11月22日に2隻の護衛艦がついた輸送船を発見し16時間も追跡したものの、結局攻撃できなかった。12月5日、53日間の行動を終えて真珠湾に帰投した。

### 第4の哨戒 1943年12月 - 1944年1月
12月29日、「スコーピオン」は4回目の哨戒で東シナ海、黄海方面に向かった。1944年1月3日にミッドウェー島に到着して給油を行った後、担当海域に向かった。1月5日の朝、乗組員の一人が上腕を骨折したため、哨戒から帰還途中で付近にいた「ヘリング (USS Herring, SS-233) 」への移乗を要求した。その日の午後、推定位置北緯30度07分 東経167度30分 / 北緯30.117度 東経167.500度で2隻は合流したが、荒天のため移乗は行えなかった。「スコーピオン」は予定は順調であることを報告したが、「ヘリング」と別れた後消息不明となる。2月16日、「スティールヘッド (USS Steelhead, SS-280) 」は「スコーピオン」と思しき潜水艦に接近しており、付近に敵の潜水艦がいると警告された。しかし、この潜水艦が本当に「スコーピオン」だったかどうかは不明である。2月24日まで待ったものの「スコーピオン」の消息はつかめず、喪失が宣告された。

### 喪失
日本軍には「スコーピオン」が戦闘の結果失われたという記録はなかった。しかしながら、「スコーピオン」が消息不明となった海域は、黄海の入り口を横切るいくつかの機雷敷設区域であった。これらの機雷敷設区域と「制限区域」の存在は、後に接収した日本軍の航路情報の中から発見された。1943年5月21日付で、この海域に機雷を敷設する命令が出されており、実際に1943年7月から9月にかけて、朝鮮半島南西部から158海里にも及ぶ機雷礁が構築されていた。しかし一方で、いくつかの潜水艦はこの海域で偵察を行い、機雷敷設区域を横切り何事もなく帰還していた。実際、「スコーピオン」も2回目の哨戒でこの海域を航行しているし、「タング (USS Tang, SS-306) 」もこの海域を航行した。これらの機雷敷設区域では機雷の密度が薄く、潜水艦に対しては最高でも1割程度の脅威にしかならず、時間の経過と共に機雷の有効性が減少していた可能性が高い。「スコーピオン」は機雷が敷設された直後、あるいは機雷の密度が一番高かったときに失われたのではないかと考えられる。「スコーピオン」は作戦活動の犠牲となったのかもしれないが、偵察海域の水深は浅く、何名かの乗組員が生存していたのではないかと考えられる。しかしながら生存者の情報は存在しないため、最も合理的な仮定はスコーピオンが触雷して沈没したということになる。後に、「エスカラー (USS Escolar, SS-294) 」もこの海域で失われたと判断されることとなった。
「スコーピオン」は第二次世界大戦の戦功で3個の従軍星章を受章した。